# Eilema discifera
Eilema discifera là một loài bướm đêm thuộc phân họ Arctiinae, họ Erebidae.